# ویلیام هوروود
ویلیام هوروود (انگلیسی: William Horwood; ۹ نوامبر ۱۸۶۸ – ۱۶ نوامبر ۱۹۴۳) فرد نظامی اهل بریتانیا بود. وی همچنین برندهٔ جوایزی همچون نشان امپراتوری بریتانیا، نشان حمام، نشان لئوپولد، نشان دنبرو و نشان خورشید فروزان شده‌است.